# Mike Pence
Michael Richard "Mike" Pence (Columbus, 1959. június 7. –) amerikai politikus, az Amerikai Egyesült Államok 48. alelnöke 2017 és 2021 között, Donald Trump elnöksége idején. 2001 és 2013 között kongresszusi képviselő mint a republikánus párt tagja, majd 2017-ig Indiana állam 50. kormányzója. A Képviselőház tagja 2001 és 2013 között, a Trump-adminisztráció idején, alelnökként a Szenátus elnöke a 2020-as választások befejezéséig.